# Atylotus ohioensis
Atylotus ohioensis är en tvåvingeart som först beskrevs av James Stewart Hine 1901.  Atylotus ohioensis ingår i släktet Atylotus och familjen bromsar. Inga underarter finns listade i Catalogue of Life.

## Bildgalleri

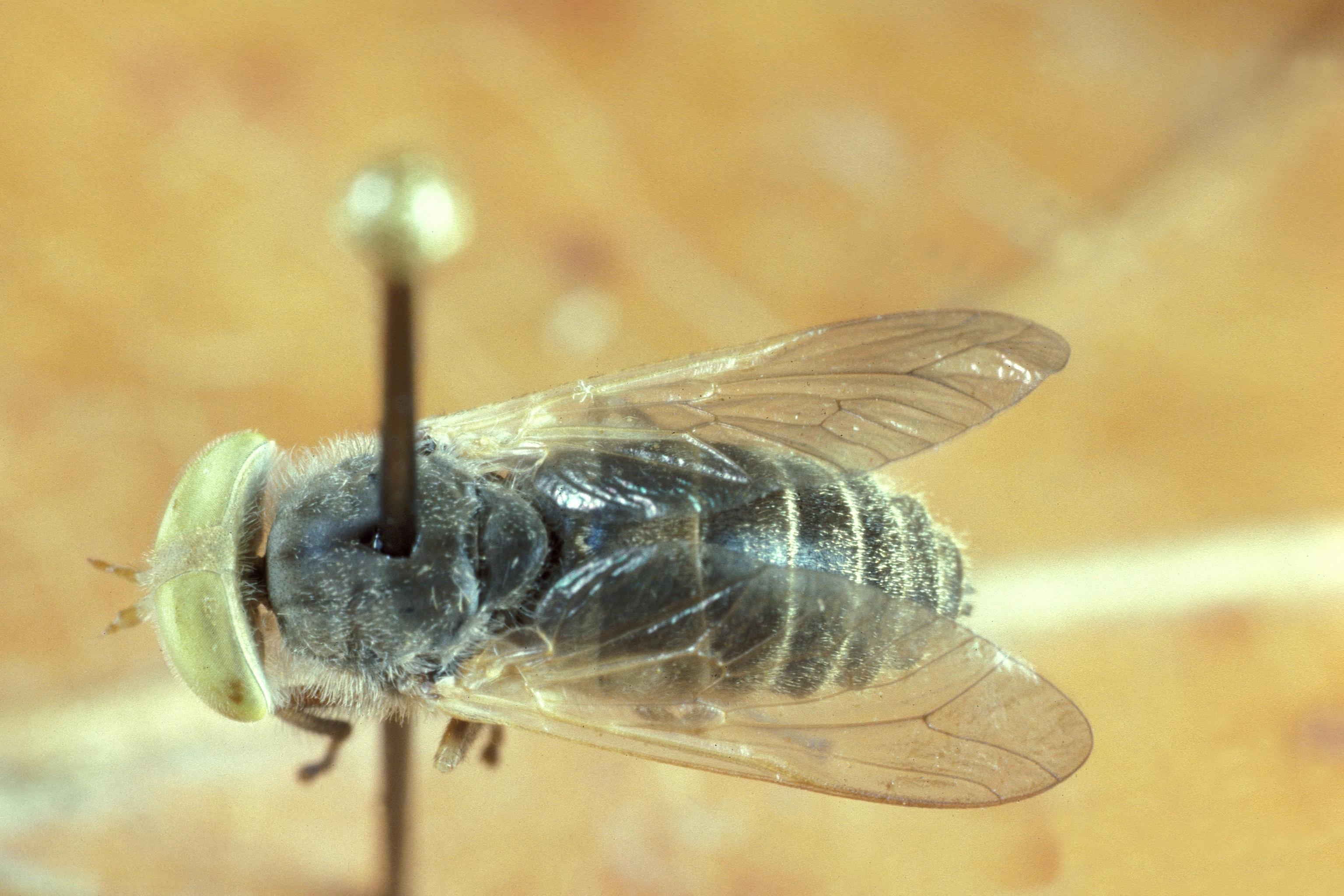